# Ligne de Carcassonne à Rivesaltes
La ligne de Carcassonne à Rivesaltes est une ligne de chemin de fer française à voie unique et à écartement standard non électrifiée de la région Occitanie. Elle constitue la ligne 676 000 du réseau ferré national.

## Histoire

### Chronologie
- 17 juillet 1876 : ouverture de Carcassonne à Limoux,
- 1er juillet 1878 : ouverture de Limoux à Quillan,
- 14 juillet 1901 : ouverture de Saint-Paul-de-Fenouillet à Rivesaltes,
- 22 mai 1904 : ouverture de Quillan à Saint-Paul-de-Fenouillet,
- 18 avril 1939 : fermeture voyageurs de Quillan à Rivesaltes,
- 26 décembre 1991 : déclassement de Saint-Martin-Lys à Quillan.
- 31 décembre 2017 : fermeture de la portion de Quillan à Limoux.

### Ligne de la Compagnie du Midi

#### Carcassonne à Quillan
Le chemin de fer de Carcassonne à Quillan est concédé à titre éventuel à la Compagnie des chemins de fer du Midi et du Canal latéral à la Garonne par une convention signée entre le ministre des travaux publics et la compagnie le 1er mai 1863. Cette convention est approuvée par décret impérial le 11 juin 1863. Le décret impérial du 9 mars 1864, déclare ce chemin de fer d'utilité publique et rend définitive la concession accordée à la Compagnie du Midi Il est précisé que la compagnie dispose de huit années pour le réaliser. Les acquisitions d'emprise doivent être prévus pour l'établissement de deux voies, mais la ligne peut être réalisée pour une seule voie avec des terrassements et des ouvrages d'arts limités à l'accueil de cette voie unique.
Au début des années 1870, le conseil général de l'Aude s'inquiète à plusieurs reprises du retard pris dans la construction de la ligne. Lors de la session du mois d'août 1875 le préfet présente le rapport de l'ingénieur en chef Partiot qui reprend l'historique de la construction et l'état au 1er juin 1875.
Le 10 août 1868 une loi a autorisé la convention signée le même jour entre l'État et la Compagnie du Midi, pour que la ligne de Carcassonne à Quillan soit exécutée dans les conditions prévues par la loi du 11 juin 1842. L'État est chargé d'établir les terrassements, les ouvrages d'art, les maisons de garde et les barrières des passages à niveau, et de les remettre à Compagnie ; celle-ci doit faire le ballast et la pose des rails, les bâtiments des stations, les clôtures et le télégraphe destinés à l'exploitation de la voie ferrée. Les travaux mis à la charge du Trésor, par la loi de 1868, débutent à la fin de l'année 1869. Le projet du premier lot de terrassement, d'une longueur de 5 800 mètres, est approuvé le 7 juillet 1869 et mis en adjudication le 16 octobre suivant. Mais les événements politiques et la guerre de 1870 créent des difficultés de toutes sortes qui ralentissent fortement la construction de la ligne. Le chantier est divisé en deux sections : de Carcassonne à Limoux et de Limoux à Quillan.
Sur la section de Carcassonne à Limoux, longue de 26,322 kilomètres au 1er août 1874, la partie réalisée par l'État est en voie d'achèvement. Les terrassements et les ouvrages d'art sont réalisés, on met en place les tabliers des ponts métalliques et on termine les maisons de garde et les barrières des passages à niveau. Les sommes dépensées représentent un total de 2 438 684 francs qui se répartit : 126 448 fr de frais de personnel ; 78 443 fr d'études et dommages causés aux propriétés ; 789 226 fr d'acquisition de terrains et frais accessoires des expropriations ; 1 154 058 fr de travaux de terrassements et ouvrages d'art (entreprises et dépenses en régie) ; 192 148 fr pour les tabliers des ponts métalliques ; 84 075 fr pour les maisons de garde ; et 14 287 fr pour les barrières des passages à niveau. Mais depuis cette date, la Compagnie, invitée à présenter les observations qu'elle pourrait avoir à faire avant de prendre possession de cette section, a réclamé et obtenu l'exécution de divers travaux d'une certaine importance. Il s'agit, de l'exhaussement de la plate-forme du chemin de fer dans la station de Madame, aux abords du pont de Pomas et près du pont du Lauquet, le relèvement de ce dernier et la création d'une travée supplémentaire auprès de sa culée rive gauche, l'aménagement du lit du ruisseau du Rouart et divers parachèvements à exécuter sur différents points de la ligne. Elle réclame en outre la construction de trois maisons de garde. Par ailleurs il reste à finir quelques maisons de garde entre Verzeille et Limoux, acheter des terrains complémentaires pour les jardins des chefs de gare et pour faire les exhaussements signalés. Financièrement, il faut encore solder les retenues de garantie des diverses entreprises, et prévoir le paiement d'une partie des indemnités réclamées par les entrepreneurs.
La crue du 23 juin 1875 n'a compromis sérieusement aucun ouvrage, mais elle a causé quelques dégâts qu'il faut réparer. Elle a notamment endommagé le pont métallique construit sur l'Aude, auprès de la station de Madame. Le coût estimé des réparations dues à cette crue est d'environ 23 000 fr. Cette dépense ajouté aux dépenses restantes à faire au 1er août 1874 et à celles dues aux demandes complémentaires de la Compagnie représente un total d'environ 605 000 fr. Au total la charge de l'État pour la section de Carcassonne à Limoux sera d'un peu plus de trois millions ce qui se traduit par un coût au kilomètre d'un peu moins de 116 000 fr, chiffre supérieur à l'estimation d'origine.
Cette première section est réalisée en deux tronçons. Le premier de Carcassonne à Limoux est mis en service le 15 juillet 1876 et le second, de Limoux à Quillan, est ouvert le 1er juillet 1878.

#### Quillan à Rivesaltes
La loi du 17 juillet 1879 portant classement de 181 lignes de chemin de fer dans le réseau des chemins de fer d’intérêt général retient en n° 165, une ligne de « Quillan à Rivesaltes (Pyrénées-Orientales) ». La ligne de Quillan à Rivesaltes est déclarée d'utilité publique par une loi le 20 décembre 1881 et concédée à la Compagnie des chemins de fer du Midi et du Canal latéral à la Garonne par une convention signée le 9 juin 1883 entre le ministre des Travaux publics et la compagnie. Cette convention est approuvée par une loi le 20 novembre 1883.
La partie la plus impressionnante de la ligne se situe au niveau du défilé de Pierre-Lys avec de nombreux ouvrages d'art (ponts, tunnel, galerie de protection). 
Le tronçon final de la ligne est (Saint Paul de Fenouillet - Quillan) est inauguré le 22 mai 1904. 
Après son ouverture, les 70 kilomètres de la ligne de Rivesaltes à Quillan sont parcourus en aller retour par des trains omnibus, pouvant aller jusqu'à la gare de Perpignan où se trouve le dépôt des locomotives à vapeur. À Quillan une correspondance est possible pour Carcassonne. Après la Première Guerre mondiale (1914-1918) des trains mixtes, passagers et marchandises sont mis en service, ils sont plus lents et augmentent le temps du parcours. La voie sert aussi ponctuellement comme itinéraire alternatif à la grande ligne passant par Narbonne. 
Le 16 décembre 1932 une catastrophe ferroviaire a lieu au passage à niveau n° 82 à la sortie de Maury, entre l'un de ces trains composé de 12 voitures tractées par deux locomotives et un véhicule routier, le chauffeur n'ayant pas vu la barrière fermée du fait de la tempête, qui est également la cause du passage du train du fait de dégâts sur la ligne principale. L'accident fait 7 morts et 17 blessés graves, trois cheminots sont comptés parmi les morts et on doit amputer un quatrième pour le dégager de sa locomotive. Le 14 décembre 2007, une stèle est inaugurée, sur le site de l'accident à Maury, pour perpétuer leur souvenir.
Un projet d'électrification de la ligne est abandonné lors de la fusion entre la Compagnie du Midi et la Compagnie du chemin de fer de Paris à Orléans (PO) qui intervient le 1er janvier 1934.

### Ligne de la SNCF
Construite de 1876 à 1904 par la Compagnie des Chemins de Fer du Midi, la ligne Carcassonne-Rivesaltes est aujourd'hui divisée en deux sections distinctes, à la suite du démantèlement de la traversée du défilé de Pierre-Lys entre Quillan et Axat (la plateforme existe encore, mais la voie a été complètement déposée vers 1990). Il en reste une succession d'ouvrages d'art exceptionnels, (tunnels, viaducs de fer ou de pierre toujours en état).
Le service voyageur fut brièvement poursuivi après la nationalisation des réseaux, en 1938, et la reprise de la ligne par la Société nationale des chemins de fer français (SNCF), mais le 18 avril 1939 la SNCF remplace les trains de voyageurs de la section Rivesaltes - Quillan par un service d'autobus. Après la Seconde Guerre mondiale la SNCF utilise encore parfois la ligne comme itinéraire de détournement de la liaison de Carcassonne à Rivesaltes par Narbonne, mais ne subsiste que le trafic régulier des trains de marchandises. En 1950 c'est la fin de la vapeur, remplacée par les locomotives diesel et le 30 septembre 1956 la section de la gare de Quillan à Axat est neutralisée. Un tronçon va néanmoins être rouvert en 1960 entre Axat et la gare de Saint-Martin-Lys du fait de l'installation d'une entreprise de traitement de la dolomie ayant besoin d'un accès ferroviaire. Le tronçon Saint-Martin-Lys - Quillan va rester inutilisé jusqu'à son déclassement et sa dépose au début des années 1990 et le tronçon Lapradelle - Saint-Martin-Lys est fermé en 1998.
La section de Rivesaltes à Axat a été rouverte en 2002 grâce au travail de l'association du Train du pays Cathare et du Fenouillèdes qui y exploite depuis 2002 un service de trains touristiques ; entre Axat et Saint-Martin-Lys, la voie subsiste mais seulement utilisée pour le transport de marchandises.
Aujourd'hui interdit d'accès par une signalisation du Conseil départemental de l'Aude pour raisons de "sécurité", le tronçon entre Belvianes et Axat semble n'attendre que de revivre. À hauteur de Cépie, la voie fut déplacée pour permettre la construction d'une déviation routière de 100 m de son emplacement d'origine et ce sur 1 500 mètres environ.
Afin de pérenniser le trafic des voyageurs sur la section restante, d'importants travaux de rénovation (mise en place de LRS, remplacement des traverses, rénovation de la voie) ont été réalisés entre Limoux et Carcassonne entre 2016 et 2017.

### Dates de déclassement
Section de Quillan à Saint-Martin-Lys (PK 402,000 à 409,400) : 16 décembre 1991.

## Exploitation

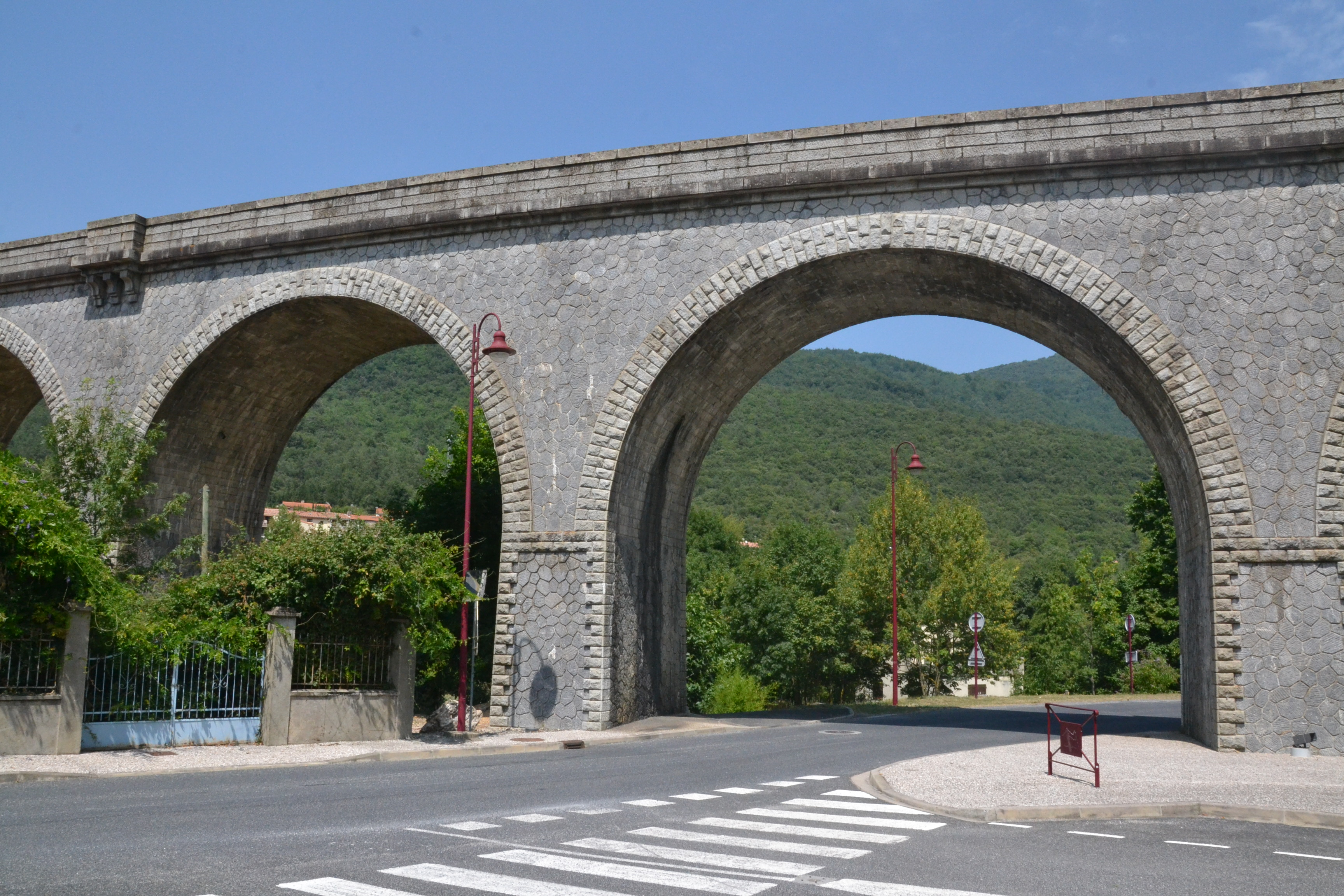
Pont ferroviaire à Puilaurens.

Entre Carcassonne et Limoux, la ligne est encore desservie par des TER Languedoc-Roussillon. Ce tronçon est exploité en navette ; un seul train à la fois peut circuler entre Carcassonne et Limoux. Sur la section Rivesaltes-Axat, aux belles échappées alentour, la ligne est encore parcourue, de nos jours, par des trains de minéraux (feldspath-dolomie) jusqu'à Saint-Paul-de-Fenouillet. Depuis 2002, ce parcours voit aussi rouler, de Rivesaltes à l'ancienne gare de Saint-Martin-Lys (11), les trains touristiques, à deux couleurs, du Train du pays Cathare et du Fenouillèdes (TPCF).

## Matériel roulant
À l'heure actuelle, ce sont des autorails X 73500 qui assurent le service voyageur sur la portion de ligne Carcassonne-Limoux.
Au cours des années 1970, la ligne a vu passer des automotrices EAD (X 4500) et à partir de 1982, ces derniers ont laissé place aux X 2100, X 2200 et X 2800.
Il est arrivé que lors de leur service, ces autorails aient tracté des remorques mais plus depuis les années 1990 (sauf convois exceptionnels). Les X 2100 et X 2200 assuraient le service sans remorques ou couplage avec un autre autorail. Il en est de même aujourd'hui pour les X 73500 lesquels sont incapables d’utiliser des remorques.
Sur la ligne touristique Rivesaltes-Axat-Saint Martin Lys, le parc touristique dispose notamment d'un autorail Picasso, de quatre autorails caravelle EAD, de voitures à ciel ouvert et de locomotives diesel BB 63000 et 66000.

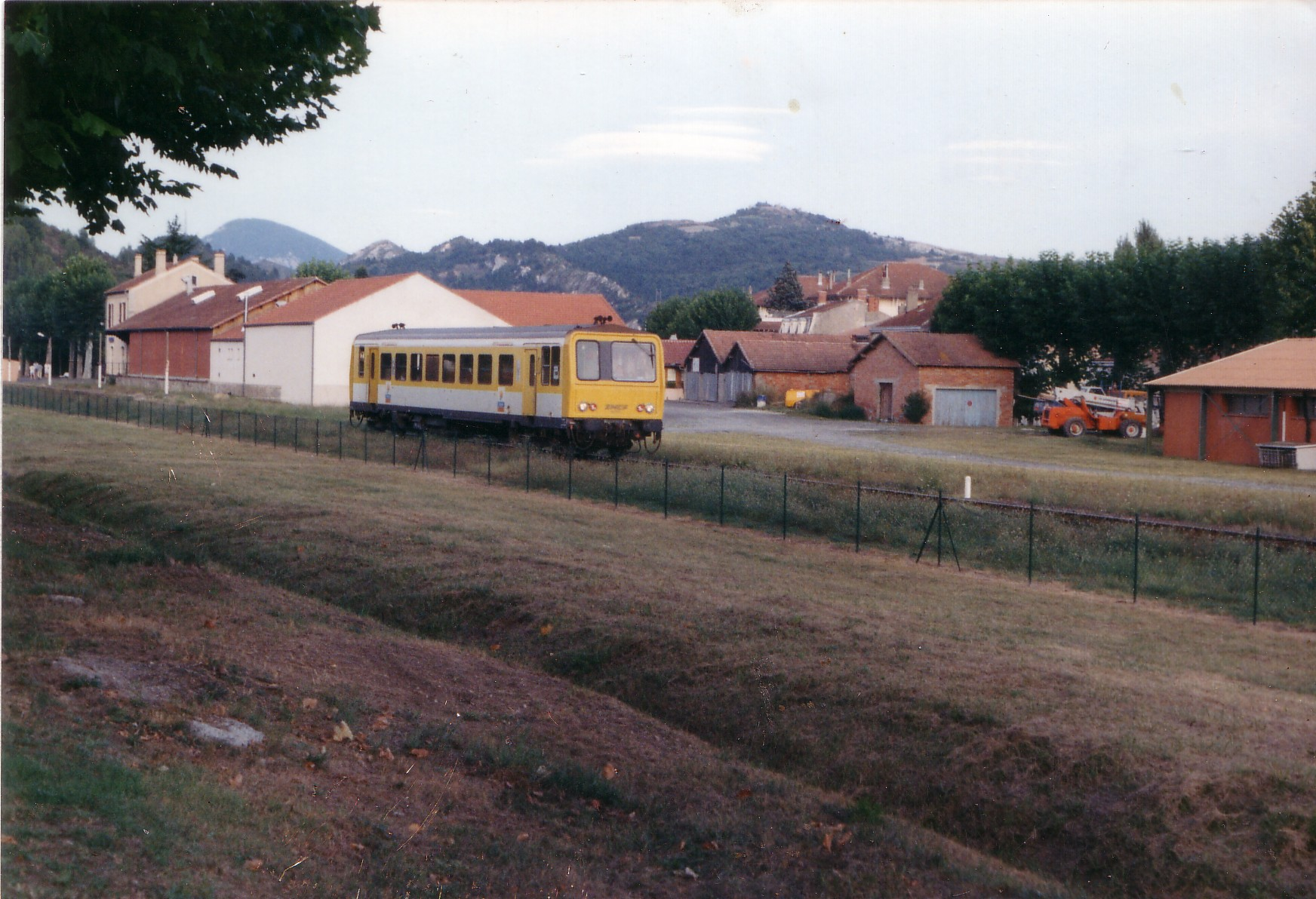
Un autorail X 2200 livrée jaune, aperçu à la sortie de la gare d'Espéraza durant l'été 2000 lors de l'un de ses derniers trajets sur cette ligne.
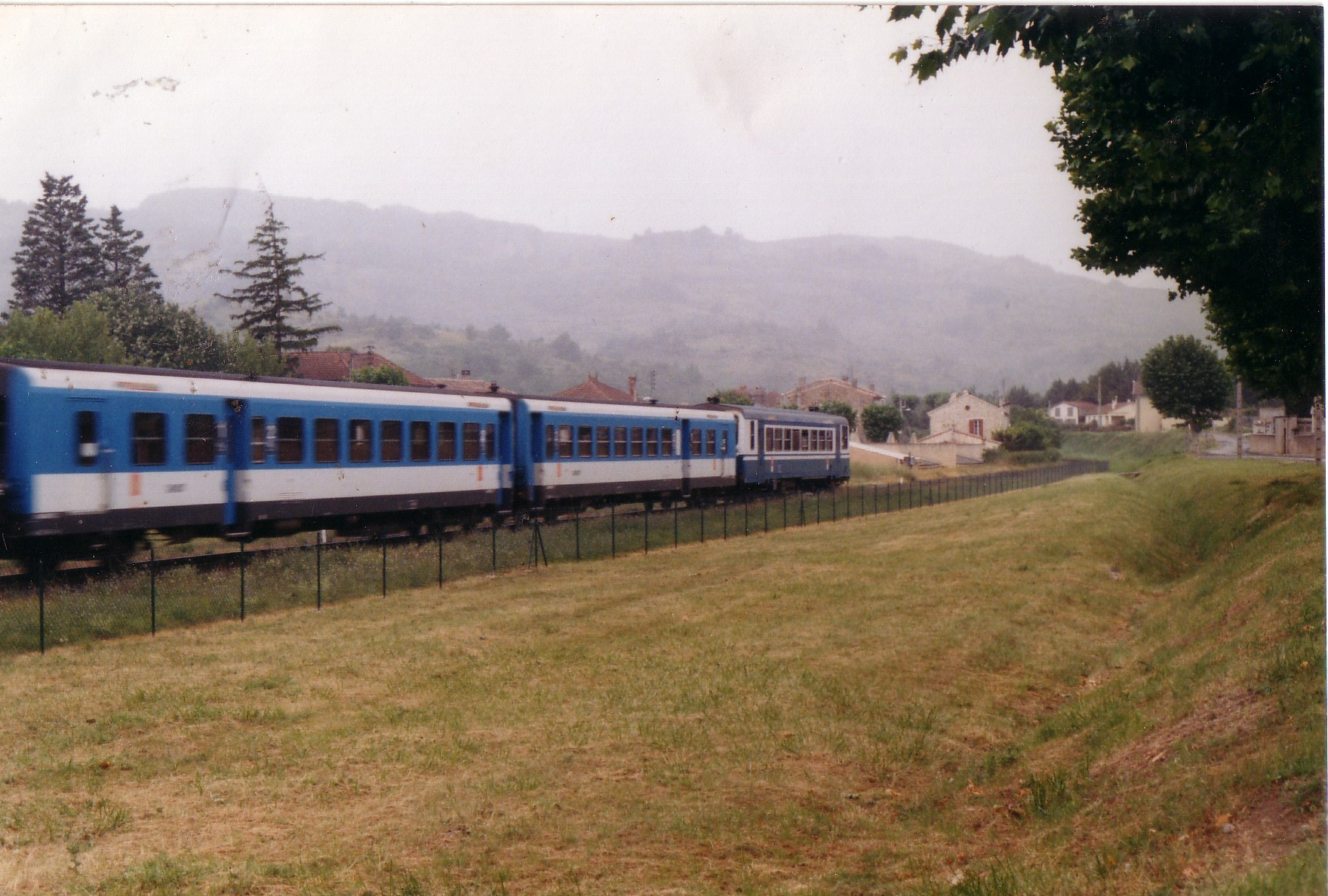
Convois spécial composé d'un autorail X 2100 livrée bleu Midi-Pyrénées, et de deux remorques XR 6000 livrées bleues à Espéraza le 14 juillet 2000.
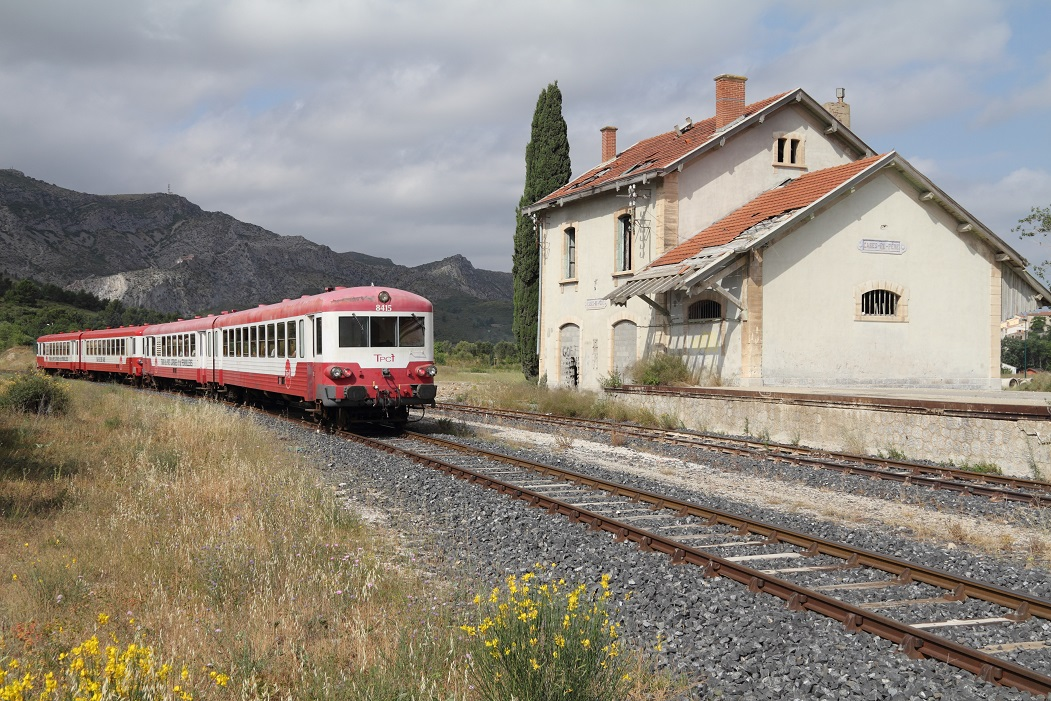
Autorail EAD vu en gare de Cases-de-Pène en juin 2013.

## Fréquences de circulation sur la ligne Carcassonne-Limoux-Quillan
En semaine (du lundi au samedi), huit liaisons quotidiennes Carcassonne-Limoux étaient assurées (deux par car et six par autorail). Toutes les gares de la ligne (Coufoulens-Leuc - Verzeille - Pomas - Limoux-Flassian) sont desservies. Quatre de ces mêmes liaisons (deux par autorail et deux par car) vont jusqu'à Quillan en desservant toutes les gares se trouvant entre Limoux et Quillan (Alet-les-Bains - Couiza-Montazels - Esperaza - Campagne-sur-Aude).
Dans le sens inverse, c'était sept liaisons quotidiennes Limoux-Carcassonne et trois Quillan-Carcassonne en semaine, toujours en desservant toutes les gares de la ligne.
Le dimanche, quatre allers-retours quotidiens Carcassonne-Quillan étaient assurés par car, desservant toutes les gares de la ligne.
Depuis janvier 2018, la desserte de la section de la ligne entre Limoux et Quillan est suspendue à cause de la vétusté de la voie. Une réouverture, espérée en 2021 pour 2025, est repoussée en 2025 après 2030. La relation TER est donc effectuée par train avec en moyenne 8 allers-retours quotidiens et c'est un car qui effectue la relation Quillan - Limoux.

## Projet de voie verte
Ce tronçon de Limoux à Quillan fait l'objet d'un projet de voie verte contesté par les partisans d'une réouverture du service ferroviaire,.